# Liste de composés organiques C25
| Liste de composés organiques                                                                     |
| C 2 C3 C4 C5 C6 C7 C8 C9 C10 C11 C12 C13 C14 C15 C16 C17 C18 C19 C20 C21 C22 C23 C24 C25 C26 C27 |

| Formule chimique | Nom                   | Numéro CAS  |
| ---------------- | --------------------- | ----------- |
| C25H20ClF2N3O3   | flucycloxuron         | 113036-88-7 |
| C25H22ClNO3      | fenvalerate           | 51630-58-1  |
| C25H22ClNO3      | esfenvalerate         | 66230-04-4  |
| C25H24ClFO       | protrifenbute         | 119544-94-4 |
| C25H24F6N4       | hydraméthylnone       | 67485-29-4  |
| C25H25F3N2O6     | benzfendizone         | 158755-95-4 |
| C25H28O3         | éthofenprox           | 80844-07-1  |
| C25H29FO2Si      | silafluofen           | 105024-66-6 |
| C25H41NO3        | benzoate de dodemorph | 59145-63-0  |
| C25H42N4O14      | allosamidin           | 103782-08-7 |